# Wereldkampioenschap ijshockey vrouwen 2011
Het wereldkampioenschap ijshockey vrouwen 2011 was het 13e wereldkampioenschap ijshockey voor vrouwen in de hoogste divisie en werd gespeeld van 16 tot en met 25 april 2011 in Zwitserland. De speellocaties waren de Zielbau Arena in Winterthur en het Hallenstadion in Zürich. De wedstrijden om de 1e tot en met de 6e plaats werden gespeeld in het Hallenstadion. De wedstrijden van het gastland en de wedstrijden om de 7e plaats werd gespeeld in de Zielbau Arena.
Het deelnemersveld bestond uit de nummers 1 tot en met 7 van het vorige wereldkampioenschap in 2009 en de winnaar van Divisie 1 2009, Slowakije. Wereldkampioen werd de Verenigde Staten met een 3-2 overwinning in de finale op Canada. De nummers 1 tot en met 7 plaatsten zich voor het volgende wereldkampioenschap in 2012. Degradant was nummer 8 Kazachstan als verliezer van de best of three om de 7e plaats.

## Wedstrijdformule
De acht aan het toernooi deelnemende landen werden verdeeld in twee groepen van vier die een rond toernooi speelden. De nummers 1 plaatsen zich rechtstreeks voor de halve finale. De nummers 2 en 3 speelden kruiswedstrijden voor een plaats in de halve finale tegen een van de groepswinnaars. De winnaars van de halve finale speelden de finale en de verliezers de wedstrijd om de 3e plaats. De verliezers van de kwartfinale speelden tegen elkaar een wedstrijd om de 5e plaats. De nummers 4 van de groepen speelden een best of three competitie om de 7e plaats en klassenbehoud.

## Groep A

### Tabel
|    | Nationale ploeg  | Gesp. | 3 - 0 | 2 - 1 | 1 - 2 | 0 - 3 | Doelp. voor | Doelp. tegen | Punten |
| -- | ---------------- | ----- | ----- | ----- | ----- | ----- | ----------- | ------------ | ------ |
| 1. | Verenigde Staten | 3     | 3     | 0     | 0     | 0     | 27          | 2            | 9      |
| 2. | Zweden           | 3     | 2     | 0     | 0     | 1     | 11          | 10           | 6      |
| 3. | Rusland          | 3     | 1     | 0     | 0     | 2     | 6           | 21           | 3      |
| 4. | Slowakije        | 3     | 0     | 0     | 0     | 3     | 1           | 12           | 0      |

### Wedstrijden
17 april
- Verenigde Staten -  Slowakije 5 – 0 (0 - 0, 2 - 0, 3 - 0)
- Zweden -  Rusland 7 - 1 (3 - 1, 1 - 0, 3 - 0)

18 april
- Zweden -  Slowakije 3 - 0 (1 - 0, 1 - 0, 1 - 0)
- Rusland -  Verenigde Staten 1 - 13 (0–5, 1–3, 0–5)

20 april
- Slowakije -  Rusland 1 - 4 (0–1, 0–0, 1–3)
- Verenigde Staten -  Zweden 9 - 1 (4–0, 5–0, 0–1)

## Groep B

### Tabel
|    | Nationale ploeg | Gesp. | 3 - 0 | 2 - 1 | 1 - 2 | 0 - 3 | Doelp. voor | Doelp. tegen | Punten |
| -- | --------------- | ----- | ----- | ----- | ----- | ----- | ----------- | ------------ | ------ |
| 1. | Canada          | 3     | 3     | 0     | 0     | 0     | 21          | 0            | 9      |
| 2. | Zwitserland     | 3     | 1     | 1     | 0     | 1     | 8           | 14           | 5      |
| 3. | Finland         | 3     | 1     | 0     | 1     | 1     | 6           | 7            | 4      |
| 4. | Kazachstan      | 3     | 0     | 0     | 0     | 3     | 4           | 18           | 0      |

### Wedstrijden
16 april
- Finland -  Kazachstan 5 – 3 (2–1, 2–0, 1–2)
- Canada -  Zwitserland 12 – 0 (3–0, 5–0, 4–0)

17 april
- Kazachstan -  Canada 0 – 7 (0–2, 0–3, 0–2)
- Finland -  Zwitserland 1 – 2 (1–0, 0–1, 0–0, 0-1)

19 april
- Canada -  Finland 2 – 0 (1–0, 0–0, 1–0)
- Zwitserland -  Kazachstan 6 – 1 (3–0, 1–0, 2–1)

## Best of three om de 7eplaats
22 april
- Slowakije -  Kazachstan 1 – 0 (0–0, 0–0, 1–0)

24 april
- Kazachstan -  Slowakije 1 – 2 na shoot outs (1-0, 0-0, 0-1 - 0-0 - 0-1)

## Competitie om de 1et/m 6eplaats

### Kwartfinale
22 april
- Zweden -  Finland 1 – 5 (0–3, 0–1, 1–1)
- Zwitserland -  Rusland 4 – 5 (1–0, 2–0, 1–4 - 0-1)

### Wedstrijd om de 5eplaats
24 april
- Zweden -  Zwitserland 3 – 2 na shoot outs (2–2, 0–0, 0–0 - 0-0 - 1-0)

### Halve finale
23 april
- Canada -  Finland 4 – 1 (2–1, 0–0, 2–0)
- Verenigde Staten -  Rusland 5 – 1 (2–1, 2–0, 1–0)

### Wedstrijd om de 3eplaats
25 april
- Finland -  Rusland 3 – 2 (2–0, 0–1, 0–1 - 1-0)

### Finale
25 april
- Canada -  Verenigde Staten 2 – 3 (1–1, 0–1, 1–0 - 0-1)

## Eindstand
| Plaats | Landenploeg      |
| ------ | ---------------- |
| Goud   | Verenigde Staten |
| Zilver | Canada           |
| Brons  | Finland          |
| 4.     | Rusland          |
| 5.     | Zweden           |
| 6.     | Zwitserland      |
| 7.     | Slowakije        |
| 8.     | Kazachstan       |